# سیارک ۷۱۴۵
سیارک ۷۱۴۵ (به انگلیسی: 7145 Linzexu، نامگذاری:1996LO) هفت هزار و صد و چهل و پنجمین سیارک کشف شده‌است که در ۷ ژوئن ۱۹۹۶ کشف شد.
قدر مطلق سیارک برابر ۱۲٫۳۰ است.